# Miles dal futuro
Miles dal futuro (Miles from Tomorrowland, in originale americano e Miles from Tomorrow, in originale inglese) è un cartone animato statunitense in CGI di Disney Junior prodotto dalla DQ Entertainment e Wild Canary Animation e distribuito dalla Disney-ABC Domestic Television. Il cartone animato andò in onda dal 19 al 23 gennaio prima della messa in onda ufficiale avvenuta il 6 febbraio 2015.
La prima stagione è composta da 24 episodi che ognuno di essi è composto da 11 minuti di storie e la seconda stagione venne trasmessa nel mese di luglio 2015 dopo la riconferma avvenuta il 28 marzo 2015 dove veniva trasmessa per la prima volta. La serie televisiva a cartoni animati è basata su Tomorrowland nei parchi Disney e in Italia veniva trasmesso dapprima dall'11 maggio 2015 su Disney Junior e poi Rai Yoyo con la sigla interpretata da Daniele Vita.

## Trama
Un bambino di sette anni di nome Miles ha come amico Merc lo struzzo e insieme a sua sorella maggiore Loretta, sua madre il capitano Phoebe e suo padre l'ingegnere spaziale Leo affrontano varie missioni nello spazio e nei pianeti.

## Personaggi e doppiatori italiani
- Miles, doppiato da Luca Tesei
- Merc, versi di Dee Bradley Baker
- Loretta, doppiata da Vittoria Bartolomei
- Phoebe, doppiata da Laura Lenghi
- Leo, doppiato da Massimiliano Manfredi

## Episodi

### Prima stagione
- 1.La navetta alla deriva/Cavalcando il vortice
- 2.Oceano in movimento/Esploratore di scambio
- 3.Giochiamo!/Come ho salvato le mie vacanze estive
- 4.Viaggio al pianeta congelato/Attacco dei Filckorax
- 5.Cattura iaiosi/Il poderoso Merc
- 6.Chi ha rubato la Stellosfera?/Lo stile
- 7.La festa del comandante/Il pianeta delle piante
- 8.Miniaturizzati/La corsa dei Quarkon
- 9.La zona di Riccioli d'Oro/Lo stratagemma del singhiozzo
- 10.
- 11.
- 12.
- 13.
- 14.
- 15.
- 16.
- 17.
- 18.
- 19.
- 20.
- 21.
- 22.
- 23.
- 24.
- 25.
- 26.
- 27.
- 28.
- 29.
- 30.

### Seconda stagione
6 gennaio 2017 - in corso